# Tchokola
Tchokola è un album in studio del musicista francese Jean-Luc Ponty, pubblicato nel 1991.

## Tracce
1. Mam'maï (Abdou M'Boup, Willy N'For, Jean-Luc Ponty) – 6:00
2. Sakka Sakka (Myriam Betty, N'For, Guy N'Sangue, Brice Wassy) – 5:22
3. Tchokola (Wassy) – 5:47
4. Mouna Bowa (N'sangue, Ponty) – 6:32
5. N'Fan Môt (Ponty, Wassy) – 6:10
6. Yéké Yéké (M. Mante) – 4:58
7. Bamako (Yves N'Djock, Ponty, Wassy) – 4:31
8. Rhum 'N' Zouc (Ponty) – 5:04
9. Cono (Salif Keita) – 4:56
10. Bottle Bop (NDjock, Nsangue, Wassy) – 4:49